# جون بويد (سياسي كندي)
جون بويد (بالإنجليزية: John Boyd)‏ هو سياسي كندي، ولد في 28 سبتمبر 1826 في المملكة المتحدة، وتوفي في 4 ديسمبر 1893 في سانت جون في كندا. حزبياً، نشط في Liberal-Conservative Party ‏. وقد انتخب Lieutenant Governor of New Brunswick ‏ وانتخب عضو مجلس الشيوخ الكندي.